# Zospeum suarezi
Zospeum suarezi is een slakkensoort uit de familie van de Ellobiidae. De wetenschappelijke naam van de soort is voor het eerst geldig gepubliceerd in 1980 door E. Gittenberger.